# Casey Affleck
Caleb Casey McGuire Affleck-Boldt (n. 12 august 1975, Falmouth⁠(d), Massachusetts, SUA) este un actor și regizor american. El și-a început cariera ca actor-copil, apărând în filmul de televiziune produs de PBS Lemon Sky⁠(d) (1988) și în miniseria ABC The Kennedys of Massachusetts⁠(d) (1990). Mai târziu, el a apărut în trei filme de Gus Van Sant  – To Die For⁠(d) (1995), Good Will Hunting (1997) și Gerry⁠(d) (2002) – precum și în trilogia lui Steven Soderbergh formată din filmele Ocean's Eleven (2001), Unsprezece plus una⁠(d) (2004) și Ocean's Thirteen - Acum sunt 13⁠(d) (2007). Primul său rol principal a fost în comedia-dramă de Steve Buscemi Lonesome Jim⁠(d) (2006).
În 2010, el a regizat mockumentarul I'm Still Here⁠(d), în care a jucat cumnatul său, Joaquin Phoenix, și a jucat rolul unui criminal în serie în The Killer Inside Me⁠(d). Apoi, a apărut în rolul unui proscris în Ain't Them Bodies Saints⁠(d) și cel al unui veteran al Războiului din Irak, în Out of the Furnace (2013). 
În 2016, Affleck a apărut în thrillerul Triple 9⁠(d), în drama The Finest Hours⁠(d), și în drama Manchester by the Sea⁠(d). Pentru rolul jucat în acest din urmă film, al unui om îndurerat de dispariția familiei sale, a câștigat mai multe premii, prin care se pot enumera: Globul de Aur, BAFTA și Oscarul pentru cel mai bun actor.

## Biografie

### Anul 2007
Affleck a avut un an foarte bun în 2007. A fost nominalizat la premiul Oscar pentru cel mai bun Actor pentru interpretarea sa din drama Western Asasinarea lui Jesse James de către lașul Robert Ford⁠(d) și a primit mai multe aprecieri pentru rolul său ca detectiv particular măcinat de conflicte interne în drama polițistă Gone Baby Gone⁠(d), regizată de fratele său, Ben Affleck. 

### Anul 2016
Affleck a jucat în trei filme în 2016, dintre care primele două nu au recuperat banii investiți. În thriller-ul Triple 9, regizat de John Hillcoat, Affleck interpretează un detectiv incoruptibil. Criticul de film Mick LaSalle de la  San Francisco Chronicle scria despre rolul interpretat de Affleck că personajul din film „atrage atenția noastră. Mă întreb dacă a existat vreodată vreun actor de film care [în rolul său] părea totodată extrem de concentrat, dar și extrem de neatent. Gândește mai mult decât spune, și noi ascultăm, încercând să ghicim ceea fusese lăsat nespus." " Justin Chang de la Variety îl descrie ca „unul dintre cei mai persuasivi actori ai generației sale”.
În filmul dramatic al studiourilor Disney, The Finest Hours, Affleck interpretează rolul unui inginer taciturn aflat pe un vas care se scufundă. Criticul de film David Sims de la The Atlantic scria că Affleck „dă un fel de performanță măsurată, gândită, pe care o are atât de eminamente capabilă, chiar dacă filmul nu este suficient de complex pentru a se ridica la nivelul său ... Actorul animă un personaj introvertit printr-o muncă subtilă de natură mentală ori de câte ori se află pe ecran.” Criticul Sheri Linden de la "Reporterul de la Hollywood" a remarcat că "[Affleck] reușește să-și transforme omul de putine cuvinte în cea mai convingătoare figură a filmului.”

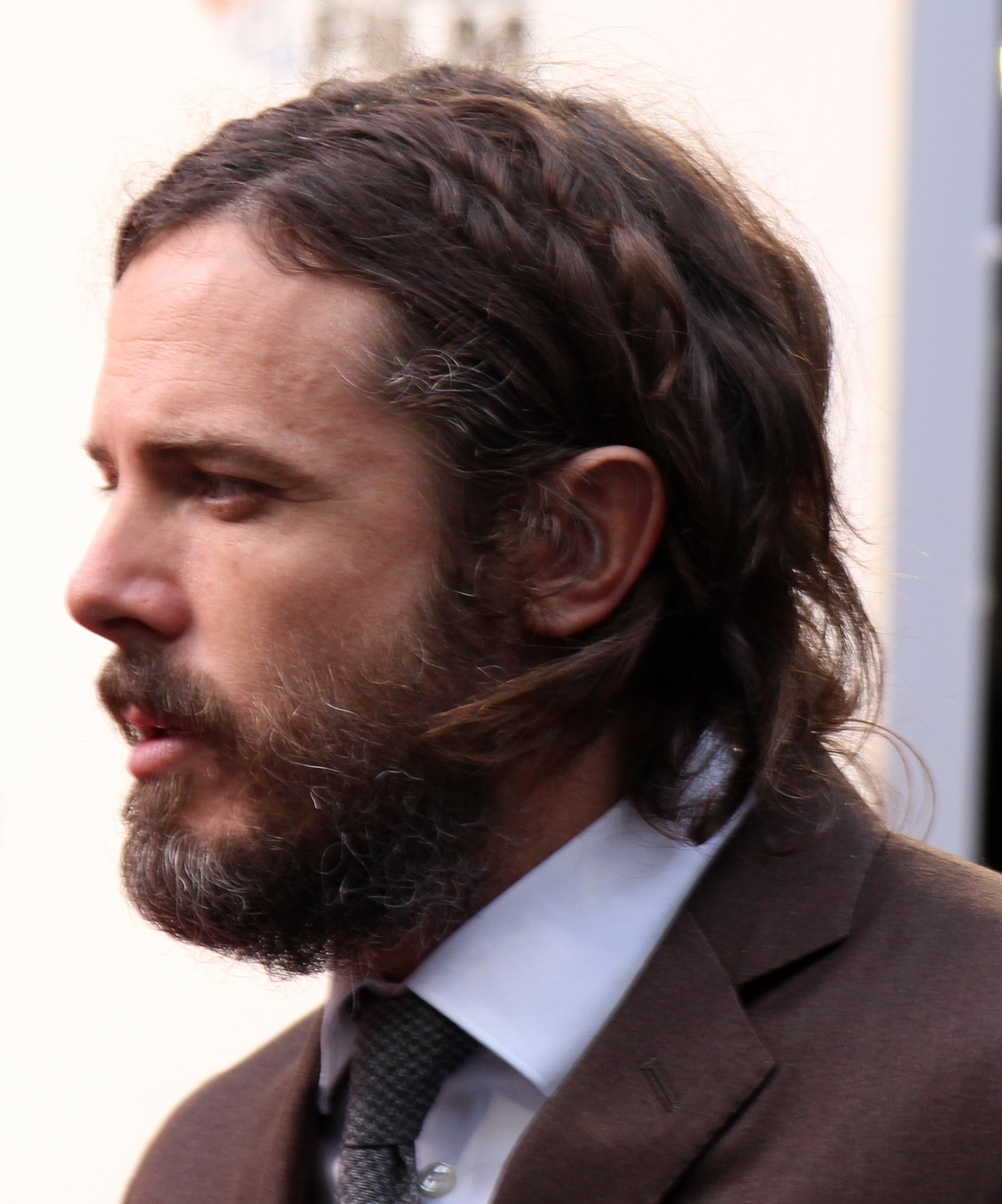
Affleck în octombrie 2016

În ultimul său rol din 2016, în filmul Manchester by the Sea, o dramă despre suferința omului singuratic, Casey  Affleck interpretează personajul Lee Chandler, un alcolic singuratic, care trece prin varii stări existențiale. Unul dintre producătorii filmului, Matt Damon, intenționa inițial să joace în film. Când conflictele de programare au făcut acest lucru imposibil, Damon a acceptat să renunțe la rol cu condiția de a fi înlocuit cu Affleck. Regizorul filmului, Kenneth Lonergan, a acceptat rapid soluția, remarcând că Affleck [Casey] fusese „persoana cea mai logică pentru rol”. Pe de altă parte Affleck avea relații foarte bune cu ambii și fusese implicat în scenariul filmului, având comentarii și sugestii semnificative în fazele inițiale ale scenariului. 
Filmul a avut succes, atât critic cât și financiar,  iar performanța lui Affleck a primit numeroase aprecieri critice. Astfel, criticul de film A.O. Scott al The New York Times a descris rolul interpretat de Affleck ca fiind „una dintre cele mai puternic controlate performanțe filmice în memoria recenta. [Affleck] transmite atât avalanșa interioară de stări și sentimente a [personaj]lui Lee, precum și amorțeala sa dezorganizată, care îi împiedică exteriorizarea [a tot ceea ce simte]. Criticul Kenneth Turan de la Los Angeles Times a lăudat "performanța sa feroce de liniștită, [precum și] dorința sa de a se afunda în [abisurile] acestui personaj într-o măsură aproape înspăimântătoare".
Ann Hornaday de la The Washington Post scria că filmul „este ancorat într-o performanță centrală, a lui Casey Affleck, [o performanță] de amplitudinea unei liniști vulcanice, într-un rol extraordinar pe care el l-a meritat demult”. Criticul David Fear de la Rolling Stone afirmase, „[Affleck] dăduse [și până acum] impresii puternice [în rolurile interpretate], dar modul în care Affleck ne arată treptat-treptat durerea profundă, până în măduva oaselor, precum și daunele emoționale  ne fac să credem că unul dintre cei mai buni actori ai acestei generații a fost pur și simplu așteptat demult să apară”.
Deloc întâmplător, pentru acest rol, lui Affleck i s-au conferit numeroase premii pentru cel mai bun actor, cinci detașându-se dintre toate, și anume, National Board of Review, Critics' Choice, Golden Globe, BAFTA și Academy Award.